# Пам'ятки архітектури Іллінецького району
В Іллінецькому районі Вінницької області під охороною держави знаходиться 13 пам'яток архітектури і містобудування, з них 3 - національного значення.
| Пор. №                 | Найменування пам'ятки            | Датування              | Місцезнаходження                   | Охорон-ний номер       | Дата та № рішення взяття на облік                     |
| Національного значення | Національного значення           | Національного значення | Національного значення             | Національного значення | Національного значення                                |
| ---------------------- | -------------------------------- | ---------------------- | ---------------------------------- | ---------------------- | ----------------------------------------------------- |
| смт Дашів,             |                                  |                        |                                    |                        |                                                       |
| 1                      | Михайлівська церква (дер.)       | 1764 р.                | вул. Кірова,13                     | 64                     | Постанова Ради Міністрів УРСР від 24.08.1963 р. № 970 |
| 2                      | Палац                            | 1887 р.                | вул. 40-річчя Жовтня,2             | 964/1                  | Постанова Ради Міністрів УРСР від 06.09.1979 р. № 442 |
| 3                      | Стайні                           | 1887 р.                | вул. 40-річчя Жовтня, 2            | 964/2                  | -ІІ-                                                  |
| Місцевого значення     |                                  |                        |                                    |                        |                                                       |
| м. Іллінці             |                                  |                        |                                    |                        |                                                       |
| 4                      | Церква Різдва Богородиці (дер.)  | 19 ст.                 | вул. Кутузова,2                    | 75-М                   | Рішення виконкому облради нар. деп.від 14.02.91 №43   |
| 5                      | Свято-Воскресенський собор       | 1889 р.                | вул. Соборна,11                    | 76-М                   | -II-                                                  |
| 6                      | Млин “Маримонт” (зміш.)          | 1845 р.                | вул.Лялі Ратушної,26               | 77-М                   | -II-                                                  |
| с. Бабин               |                                  |                        |                                    |                        |                                                       |
|                        | Садиба Ярошинських               | 19 ст.                 | вул. Ватутіна,7                    | 78-М/0                 | -II-                                                  |
| 7                      | Палац                            | 19 ст.                 | вул. Ватутіна,7                    | 78-М/1                 | -II-                                                  |
| 8                      | Парк                             | 19 ст.                 | вул. Ватутіна,7                    | 78-М/2                 | -II-                                                  |
| смт Дашів              |                                  |                        |                                    |                        |                                                       |
| 9                      | Борошномельний завод             | 1881 р.                | вул. Чапаєва,1                     | 81-М                   | -II-                                                  |
| 10                     | Флігель садиби                   | 1887 р.                | смт Дашів                          | 310-М                  | Розпорядження ОДА № 78 від 19.02.96 р                 |
| с.Жадани               |                                  |                        |                                    |                        |                                                       |
| 11                     | Церква Св.Олександра Невського   | 1894-1902 рр.          | с.Жадани, вул. Першотравнева,14    | 8-Вн                   | -II-                                                  |
|                        |                                  |                        |                                    |                        |                                                       |
| с.Копіївка             |                                  |                        |                                    |                        |                                                       |
| 12                     | Церква Св.Параскеви              | 19-20 ст.              | с.Копіївка                         |                        |                                                       |
| с. Якубівка            |                                  |                        |                                    |                        |                                                       |
| 13                     | Церква Різдва Богородиці (руїни) | 19-20 ст.              | с. Якубівка вул.Б.Хмельницького,1а | 80-М                   | -II-                                                  |
|                        |                                  |                        |                                    |                        |                                                       |

## Джерело
- Пам'ятки Вінницької області